# Филлипс, Адольфо
Адольфо Эмилио Филлипс Лопес (исп. Adolfo Emilio Phillips López, 16 декабря 1941, Бетания) — панамский бейсболист, аутфилдер. С 1964 по 1972 год выступал за ряд клубов Главной лиги бейсбола.

## Биография
Адольфо Филлипс родился 16 декабря 1941 года в Бетании, пригороде Панамы. Там же он вырос и начал играть в бейсбол. Первым профессиональным клубом, пытавшимся подписать с ним контракт, были «Сан-Франциско Джайентс», но тогда родители Филлипса посчитали его слишком молодым. После этого Адольфо поступил в Университет Панамы, где в течение года изучал медицину. Затем он подписал контракт с «Филадельфией» и весной 1961 года начал профессиональную карьеру. 
В «Филлис» его перевели с третьей базы на позицию аутфилдера и отправили играть за фарм-клуб «Мэджик-Вэлли Каубойс» в Лигу пионеров. Там Филлипс отбивал с показателем 19,2 %, пропустив около месяца из-за травмы. Второй сезон сложился для него более удачно: в 112 играх Адольфо отбивал с эффективностью 33,0 % и выбил 33 хоум-рана. В 1963 году его перевели на уровень AA-лиги в «Чаттанугу», а ещё через год — в команду AAA-лиги «Арканзас Трэвелерс». В сентябре 1964 года Филлипс дебютировал за основной состав «Филадельфии» в Главной лиге бейсбола и сыграл в тринадцати матчах регулярного чемпионата.
Несмотря на удачное выступление в младших лигах, весной 1965 года Филлипс не сумел выиграть борьбу за место в аутфилде команды, где основными игроками были ветеран Уэс Ковингтон и молодые Джонни Бриггс и Джонни Каллисон. Начало чемпионата Адольфо провёл в составе «Трэвелерс». В «Филлис» он вернулся в середине июля, но сыграл всего в 21 матче. Главный тренер команды Джин Маук был недоволен большим количеством получаемых им страйкаутов. В 1966 году Адольфо вышел в стартовом составе «Филадельфии» на матч открытия сезона. Через два дня он появился на поле в ещё одной игре, ставшей для него последней в команде. Двадцать второго апреля 1966 года его обменяли в «Чикаго Кабс».
В новой команде Филлипс получил больше игрового времени и сумел реализовать одно из своих главных достоинств — скорость. В 116 матчах регулярного чемпионата он отбивал с показателем 26,2 % и сумел украсть 32 базы. Его включали в число лучших центрфилдеров Национальной лиги. При этом Адольфо по-прежнему получал много страйкаутов и конфликтовал с некоторыми из партнёров, считавших, что он не полностью выкладывается на поле: во время одной из игр Филлипс едва не подрался с капитаном команды Роном Санто. После завершения сезона его отправили в Аризону, где Адольфо дополнительно тренировался под руководством Пита Райзера и Джоуи Амальфитано. 
Эти тренировки принесли результат и в первой половине сезона 1967 года Филлипс был одним из лучших игроков лиги. Он отбивал с показателем 30,6 %, назывался в числе претендентов на участие в Матче всех звёзд. Одиннадцатого июня в матче против «Нью-Йорк Метс», который «Кабс» выиграли 18:10, Адольфо выбил три хоум-рана и принёс своей команде семь очков. Вторую часть чемпионата он провёл слабее из-за полученных травм спины и ноги. Несмотря на это Филлипс заработал 29 интеншнл-уоков, установив новый рекорд Национальной лиги. В 1968 году его статистика стала хуже, а тренер команды Лео Дюроше даже оштрафовал Адольфо на 200 долларов за недостаточное усердие. В марте 1969 года он получил травму головы после попадания мячом и был вынужден пропустить несколько недель. В июне «Кабс» обменяли Филлипса в «Монреаль Экспос».
В «Монреале» он снова встретился с Джином Мауком. Здесь Адольфо стал получать больше игрового времени, но отбивал хуже. Концовку сезона ему пришлось пропустить из-за болей в желудке и последовавшей операции. Сезон 1970 году он начал одним из основных аутфилдеров «Экспос», но постепенно утратил позиции. Весь 1971 год Филлипс провёл в фарм-клубах. Сначала он играл в системе «Экспос», а затем права на него были обменяны в «Энджелс». После окончания сезона он вернулся в «Монреаль» и был обменян в «Кливленд Индианс».
Адольфо провёл несколько матчей за «Индианс», а в середине мая 1972 года был переведён в фарм-клуб «Портленд Биверс». На этом его карьера в Главной лиге бейсбола завершилась. С 1974 по 1976 год Филлипс играл в Мексиканской лиге за «Дьяблос Рохос дель Мехико». Окончательно он завершил карьеру в 1979 году в составе одного из панамских клубов.
По состоянию на 2013 год Адольфо Филлипс проживает во Флориде.